# Oded Galor

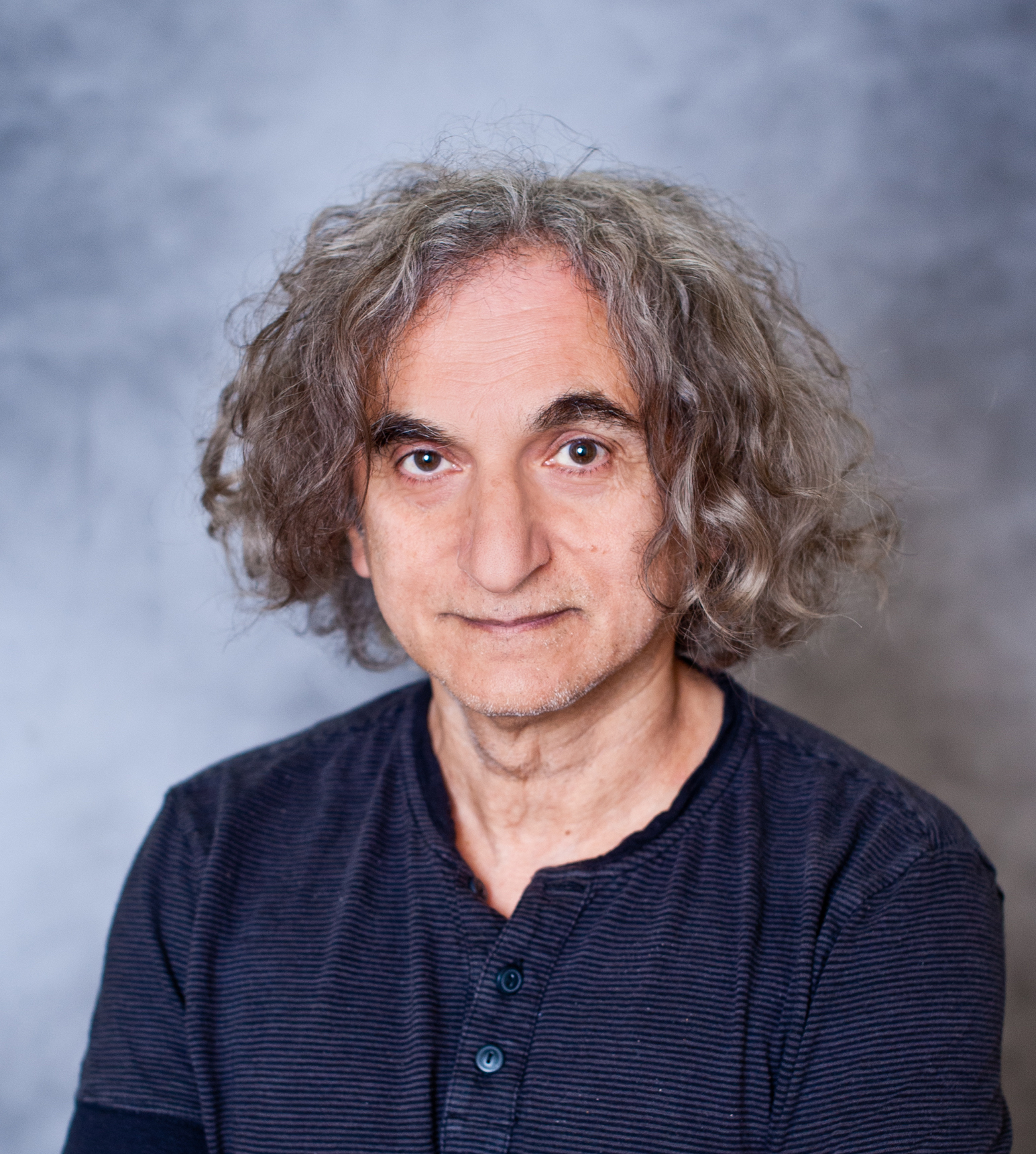
Oded Galor (2016)

Oded Galor (* 1953) ist ein israelischer Wirtschaftswissenschaftler, dessen Schwerpunkte insbesondere im Bereich Wirtschaftswachstum liegen. Er ist vor allem als Schöpfer der Unified Growth Theory bekannt.

## Werdegang, Forschung und Lehre
Galor studierte Wirtschaftswissenschaften an der Hebräischen Universität Jerusalem, an der er 1978 als Bachelor of Arts und 1980 als Master of Arts graduierte. Anschließend zog er zum Ph.D.-Studium in die Vereinigten Staaten, das er 1984 an der Columbia University erfolgreich abschloss. Als Assistant Professor schloss er sich dem akademischen Personal der Brown University an, 1986 wurde er an der Hochschule zum Associate Professor befördert und 1990 zum ordentlichen Professor berufen. Zwischen 1994 und 2006 besetzte er parallel einen vom Philanthrop Aron Chilewich gestifteten Lehrstuhl an seiner Alma Mater in Jerusalem. Zeitweise visitierte er an der Harvard University und dem Massachusetts Institute of Technology. Seit 2008 besetzt er einen von Herbert H. Goldberger, dem Gründer der Hills-Handelskette, gestifteten Lehrstuhl an der Brown University.
Galors Arbeitsschwerpunkte liegen im Bereich Makroökonomie, wobei er sich insbesondere mit Fragen rund um das Wirtschaftswachstum auseinandersetzt. In den ausgehenden 1980er Jahren beschäftigte er sich insbesondere mit den Auswirkungen von ungleicher Verteilung von Einkommen und Vermögen für die gesamtwirtschaftliche Entwicklung und die Wohlstandsunterschiede zwischen Ländern. Hierbei entwickelte er mit Joseph Zeira das nach den beiden benannte Galor–Zeira-Modell, in dem abweichend vom seinerzeit üblichen Modellansatz eines repräsentativen Individuums unterschiedliche Individuen zugelassen sind. Aus dem Modell folgt, dass die Verteilung sowohl das kurz- als auch das langfristige Wirtschaftswachstum beeinflusst und letztlich eine breite Mittelschicht maßgeblich für wirtschaftliches Wachstum sei.
Nachdem Galor 2010 mit einer Arbeit zur Anwendung Dynamischer Systeme im Wirtschaftskontext aufgefallen war, veröffentlichte er 2011 seine Arbeit zur Darlegung der Unified Growth Theory. Diese versucht den Wachstumsprozess über alle Entwicklungsphasen der Menschheit und für alle Nationen in einem einzigen Modellrahmen zu erklären, während vorherrschende Theorien bis dato sich auf die westliche Welt bzw. die Neuzeit oder Zeit seit der industriellen Revolution fokussieren. Galors Modell der Unified Growth Theory ist umstritten und widerspricht vorhandenen Daten zu Populations- und Wirtschaftswachstum.
Oded Galor stellte zudem 2013 zusammen mit Quamrul Ashraf die These auf, dass ökonomischer Erfolg mit genetischer Vielfalt zusammenhänge, und sowohl zu wenig als auch zu viel genetische Vielfalt nachteilig für wirtschaftliches Wachstum seien. Dies sei der Grund für den wirtschaftlichen Erfolg Europas und Asiens, und für das geringe wirtschaftliche Wachstum Nordamerikas und Afrikas. Mehrere Anthropologen und Sozialwissenschaftler kritisieren dieser These, da sie auf methodischer Ebene grobe Fehler aufweist, veraltete Daten verwendet und aktuelle anthropologische Forschung ignoriert.
Galor ist seit 1995 Chefredaktor des Journal of Economic Growth, zudem sitzt er bei den Periodika Economics and Human Biology, Journal of Economic Inequality und Italian Journal of Economics im Redaktionsboard bzw. gehört beim Journal of Economic Research zum Beratungsgremium.
Galor ist Research Fellow am Centre for Economic Policy Research sowie am Forschungsinstitut zur Zukunft der Arbeit.
2020 wurde er zum Auswärtigen Mitglied der Academia Europaea gewählt.

## Schriften (Auswahl)
- The Journey of Humanity – Die Reise der Menschheit durch die Jahrtausende: Über die Entstehung von Wohlstand und Ungleichheit. dtv Verlagsgesellschaft mbH & Co. KG; 1. Edition (April 2022), ISBN 978-3-423-29006-7